# Ризана
Ризана (грч. Ριζανά) је насељено место у општини Кукуш у периферији Средишња Македонија, Грчка. Према попису из 2021. године било је 64 становника.
Према бугарском географу и историчару, Василу Канчову, у Ризани је 1900. године живело 300 Турака. Године 1924. турско становништво је принудно исељено у Турску а на њихово место су насељене грчке избегличке породице из Турске. На попису из 1928. године Ризана је имала 171 становника. Село се раније звало Кочан.